# 저능아
저능아(低能兒)는 저지능 아동의 약칭이다. 지적 능력이 낮은 아이를 의미하며, 지적장애인 등을 비하하는 표현이다. 일상적으로 답답하거나 한심한 사람을 욕하는 말로 사용되기도 한다. 과거에는 장특법에 지적 능력을 포함하여 정신 능력이 떨어지는 학생들을 모두 저능아로 일컬었으며, 이는 현대 정신의학 및 발달심리학을 중시하기 전까지 계속되었다.
현재에는 심각한 비속어로 여겨지며, 잘못 사용하는 경우 모욕죄, 언어폭력 등 법적 문제가 될 수 있다. 말이 험한 사람들이 장난 혹은 타인에게 화를 내거나 무시할 때 저능아라는 말을 쓰기도 하나, 이는 굉장히 잘못된 것이다.

## 같이 보기
- 병신
- 바보
- 백치
- 멍청이